# Принсес-стрит

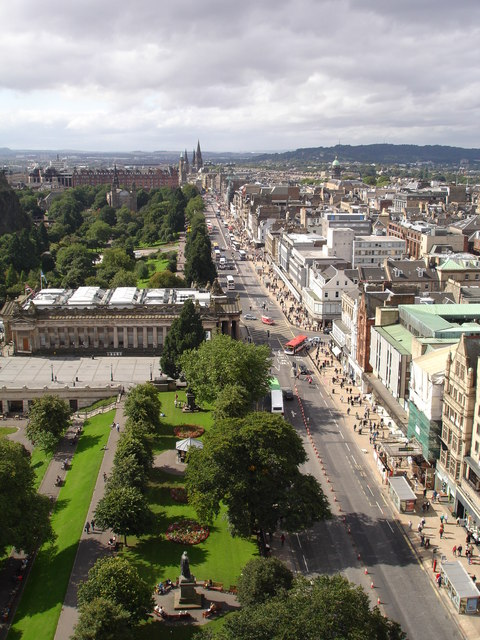
Вид на Принсес-стрит с Монумента Скотта

При́нсес-стрит, также Принцес-стрит, Принсез-стрит (англ. Princes Street, гэльск. Sràid nam Prionnsan, букв. «улица Принцев») — одна из центральных улиц Эдинбурга, на которой находятся большинство магазинов шотландской столицы. Принсес-стрит служит южной границей Нового города и застроена в основном по северной стороне, открывая тем самым вид на Эдинбургский замок, Старый город, искусственный холм Маунд и парк Принсес-стрит-гарденз.
Общая протяженность улицы (от Лотиан-роуд на западе до Лит-стрит на востоке) составляет около 1,2 км. Большая часть улицы закрыта для транспортных средств кроме трамваев, автобусов и такси, лишь восточная часть предназначена и для частного транспорта. В 2009 и в 2012 годах части Принсес-стрит были закрыты для всех видов транспорта в связи с прокладкой трамвайной сети Эдинбурга.
Принсес-стрит является окончанием самой длинной автомагистрали Великобритании — A1.

## История

### XVIII век
Во второй половине XVIII века городские власти приняли решение о расширении Эдинбурга. План первого Нового города был предложен Джеймсом Крейгом в 1767 году. Принсес-стрит, проходившая по средневековому сельскому тракту Ланг Дайкс (Lang Dykes), играла ключевую роль в этом плане как южная граница новой части города.
Согласно первоначальному плану, улица должна была получить название Сент-Джайлс-стрит (St Giles Street) — в честь святого Эгидия, покровителя города. Но поскольку святой Эгидий был также покровителем прокаженных и ассоциировался у Георга III с одноименными трущобами в Лондоне (район Сент-Джайлс), улица была названа в честь двух принцев — старших сыновей короля: Георга, герцога Ротсей (позже Георг IV) и Фредерика, герцога Йоркского. До конца 1830-х годов ее название иногда записывалось с апострофом на конце (Princes' Street), обозначающим множественное число притяжательного падежа.
Строительные работы начались около 1770 года. Новый город был задуман как противоположность Старому городу с его запутанными узкими улицами: главными его отличительными чертами были чётко структурированная планировка и блокированная застройка. Поэтому Принсес-стрит первоначально была застроена однотипными жилыми домами, расположенными в глубине улицы, на удалении от проезжей части. Из этих трехэтажных зданий с мансардами и наружными лестницами, ведущими в полуподвальное помещение и на первый этаж, до наших дней сохранился только дом № 95.

### XIX век — начало XX века
Поскольку Новый город предназначался прежде всего для обеспеченных жителей Эдинбурга, в скором времени был выявлен его огромный коммерческий потенциал. Большинство таунхаусов на Принсес-стрит были вытеснены коммерческими зданиями, нарушившими типовую застройку. В 1838 году здесь началось строительство универмага «Дженнерс», реконструированного в 1893—1895 годах, в 1884 году в доме № 62 открылся магазин Romanes & Paterson, действующий до сих пор, а в 1906—1907 годах было возведено здание универсального магазина Форсайта.
С 1880-х годов на Принсес-стрит стали появляться многочисленные отели: этому способствовали удобное расположение улицы и открывающиеся с нее живописные виды. С обоих концов улицы расположились грандиозные гостиницы двух железнодорожных компаний: Каледонский отель — на западе и Балморал, первоначально носивший название «Норт Бритиш» (North British Hotel), — на востоке. Эти здания сохранились до наших дней, как и другие старинные отели на Принсес-стрит: «Ройял Бритиш» (Royal British Hotel), «Олд Уэверли» (Old Waverley Hotel) и «Маунт Ройял» (Mount Royal Hotel).

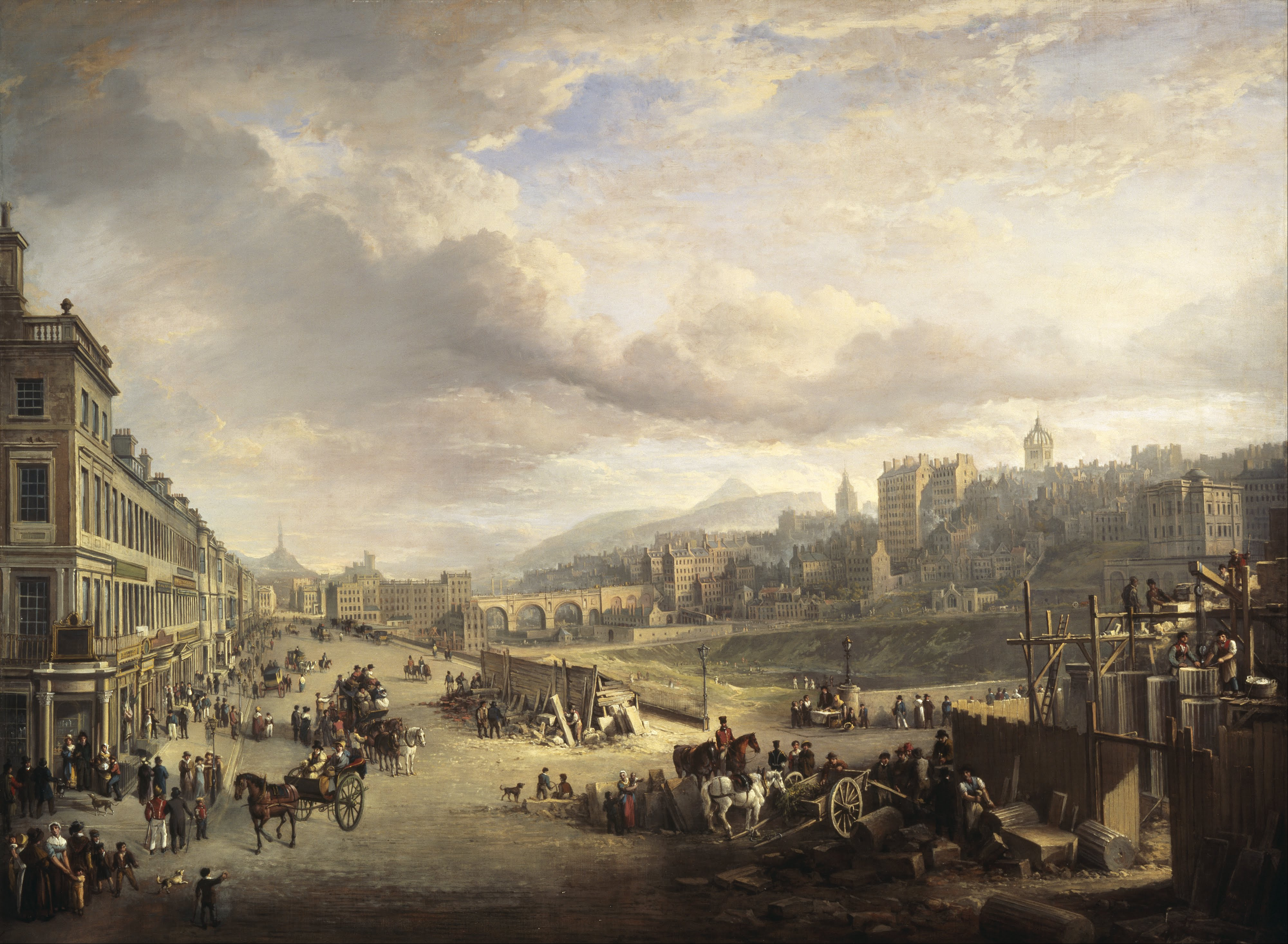
Александр Нейсмит[англ.], «Принсес-стрит, начало строительства Королевского института». Масло, холст, 1825
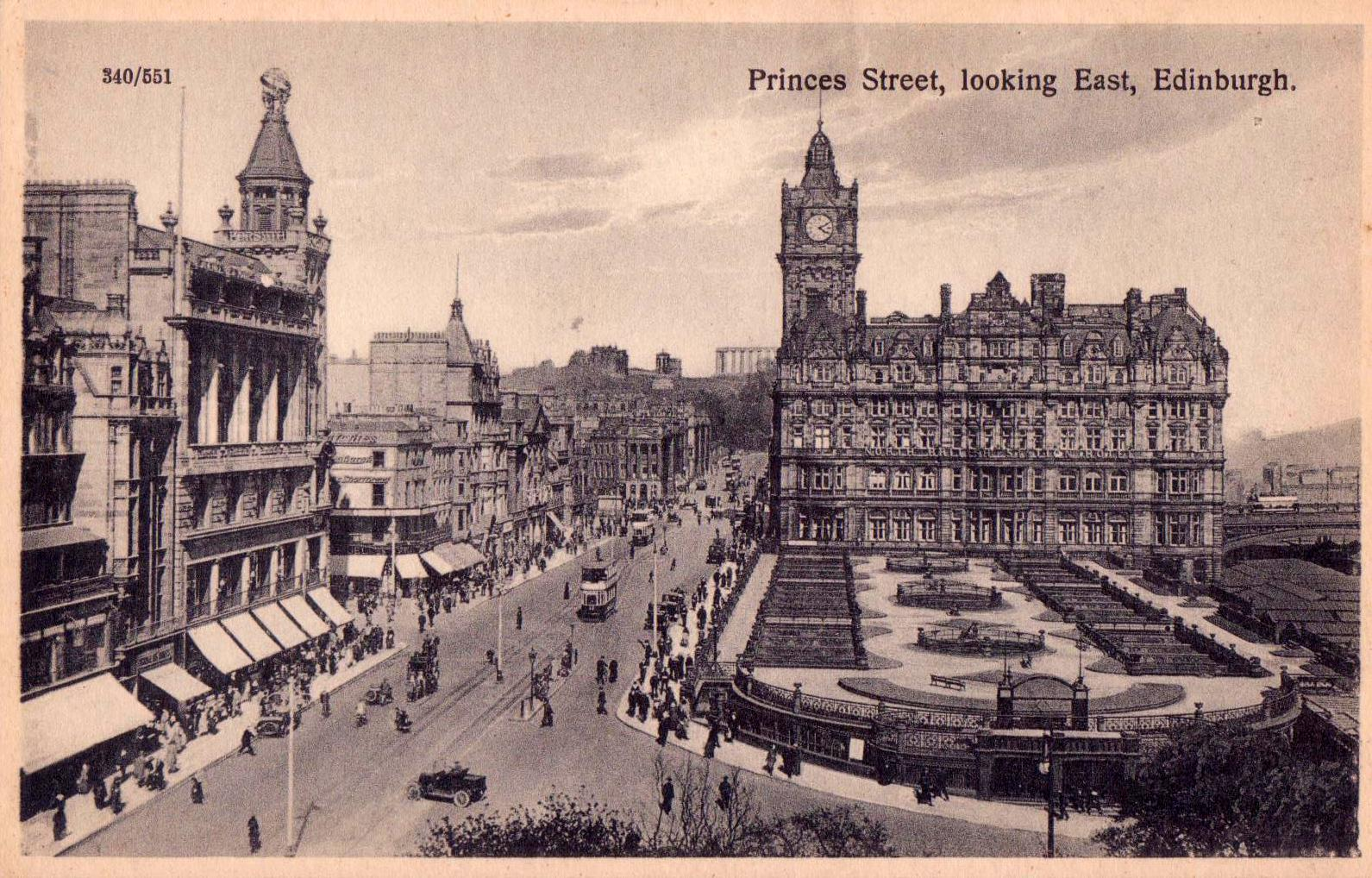
Принсес-стрит, вид на восток, ок. 1910—1915
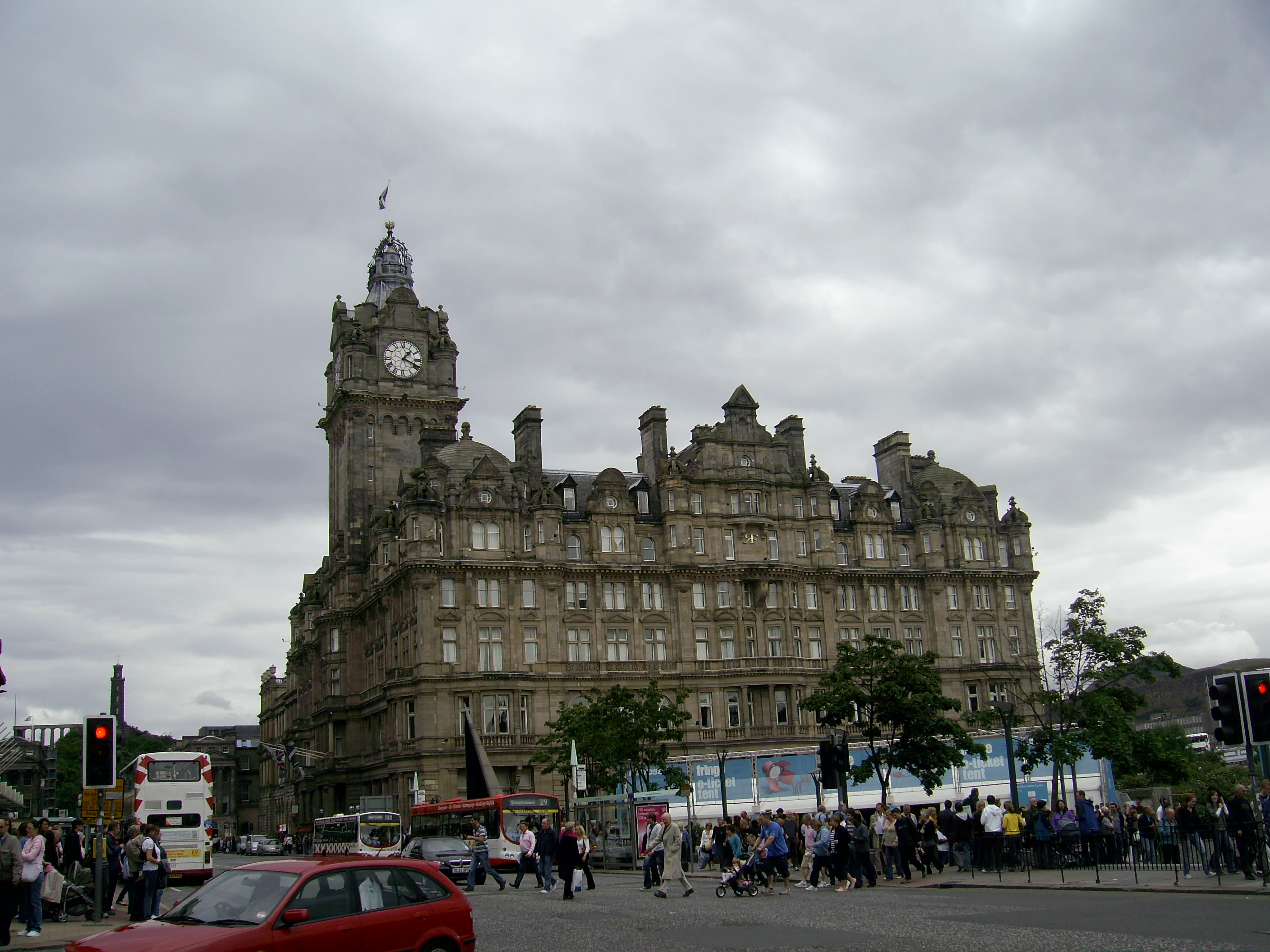
Отель «Балморал»
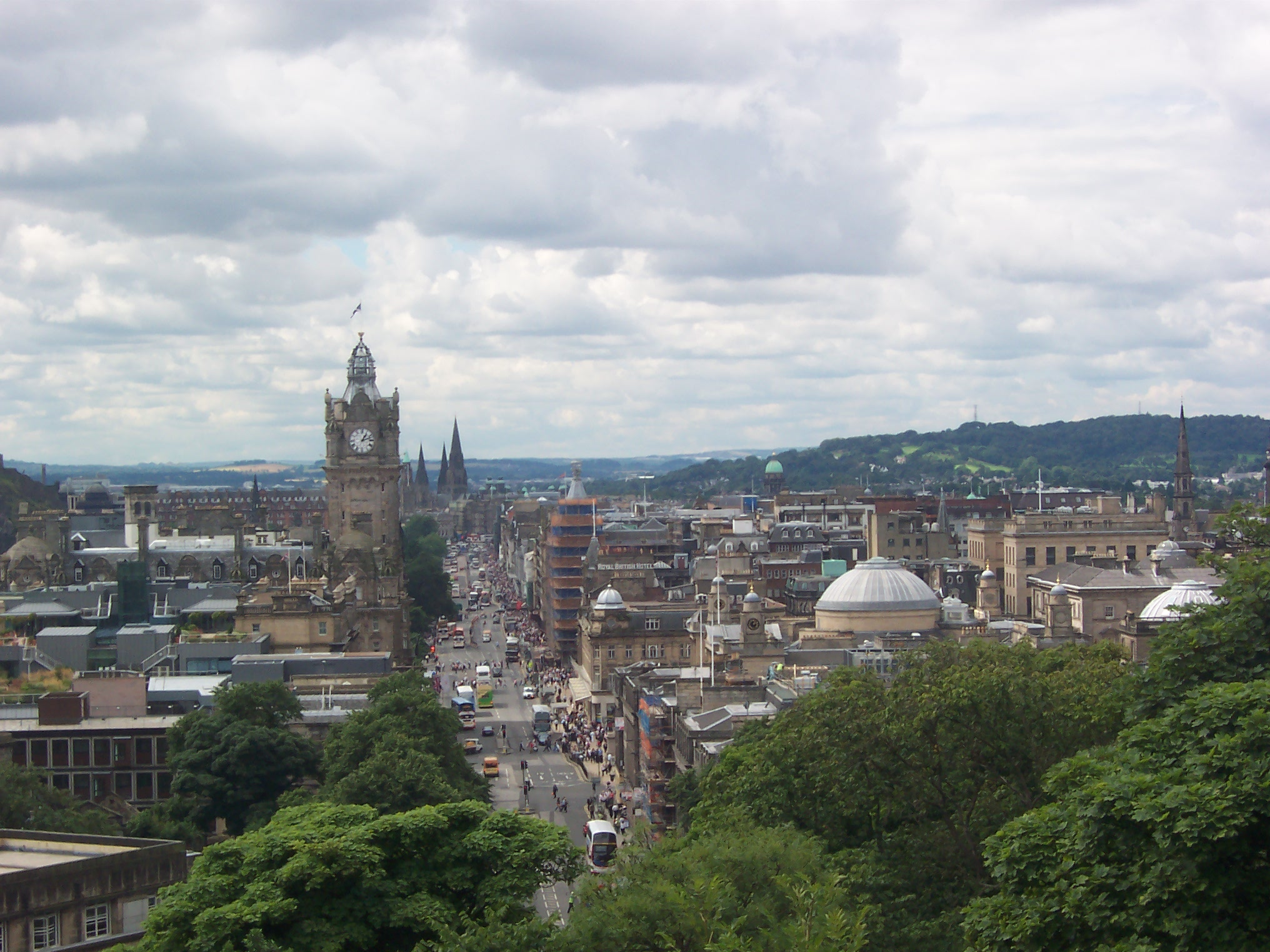
Вид на Принсес-стрит с вершины Колтон-Хилл

### XX век

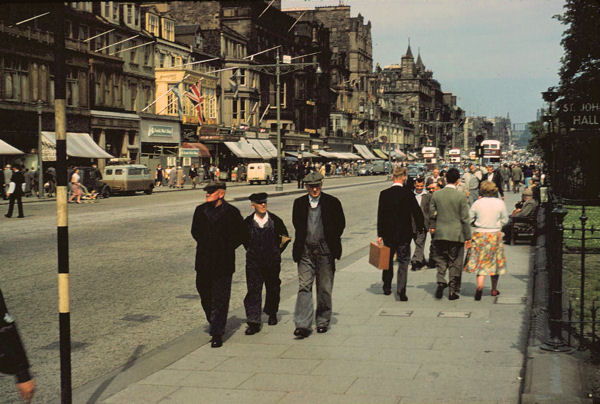
Принсес-стрит в 1958 году

К 1930-м годам Принсез-стрит приобрела чрезвычайно неоднородный характер. В 1949 году градостроитель Лесли Аберкромби предложил тщательнее контролировать городскую застройку, чтобы обеспечить большее единообразие. В рамках этого подхода в 1967 году был разработан план по перестройке Принсес-стрит. В частности, предполагалось надстроить над улицей пешеходную галерею на уровне второго этажа, тем самым удвоив площадь магазинных витрин. План был воплощен в жизнь лишь отчасти; к 1970-м годам успели снести семь старых зданий и возвести семь новых, а вместо галереи, которая должна была протянуться вдоль всей улицы, к некоторым домам пристроили изолированные балконы. Витрину на уровне второго этажа обустроил лишь Королевский банк Шотландии, но в начале XXI века отделение банка на Принсез-стрит закрылось и проект галереи был окончательно забыт.

### XXI век
В настоящее время на Принсес-стрит действуют магазины нескольких крупных торговых сетей, таких как Boots, H&M и Marks & Spencer. Универмаг «Дженнерс» (старейший независимый универсальный магазин Шотландии) и магазины сетей Debenhams, Topman и Topshop на Принсес-стрит закрылись в 2021 году в связи с локдауном, введенным из-за пандемии ковид-19; в будущем здание «Дженнерс» предполагается реставрировать.

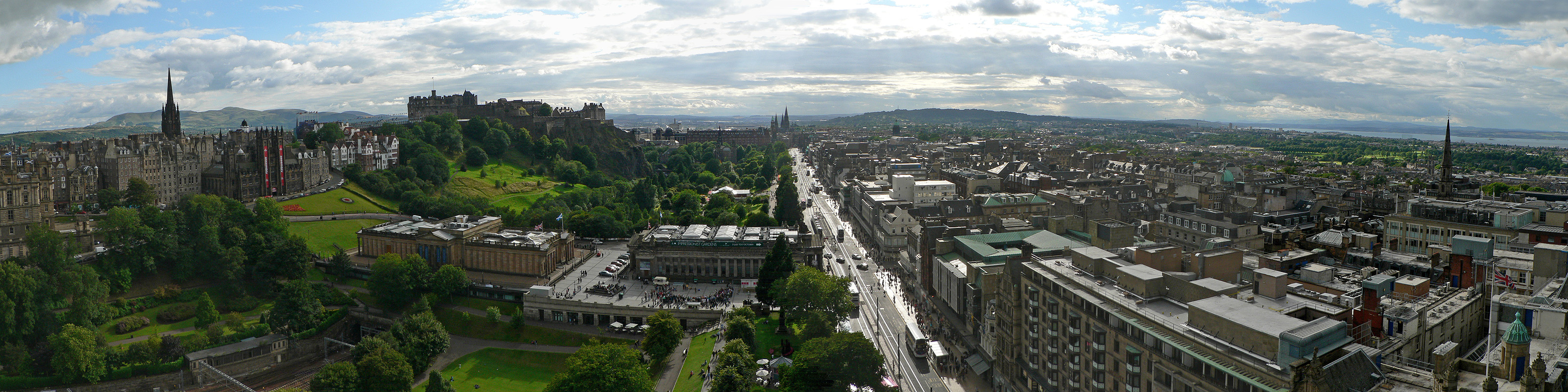
Панорамный вид на Принсес-стрит с Монумента Скотта

## Принсес-стрит-гарденз и южная сторона улицы
В ходе строительства Нового города было осушено сильно загрязнённое озеро Нор-Лох, а на освободившейся территории разбили частные сады, получившие название Принсес-стрит-гарденз. В конце XIX века необходимость в частных садах отпала, поскольку жилая застройка Принсес-стрит в основном уступила место коммерческой. Сады перешли во владение Городского совета Эдинбурга и превратились в общественный парк, а сама улица вскоре была значительно расширена, захватив северный край садов, которые располагались гораздо ниже уровня проезжей части. Из-за этого с северной стороны садов образовался крутой спуск.
В садах располагается ряд достопримечательностей и аттракционов, наиболее известные из которых — цветочные часы, впервые высаженные 1903 года Джоном Макхэтти (McHattie), главным смотрителем парка, и с тех пор меняющие дизайн каждое лето; павильон Росса (театр на открытом воздухе, действующий с 1877 года и названный в честь Уильяма Генри Росса, главы эдинбургской вискокуренной компании, на средства которого в 1935 году на месте старого, обветшавшего павильона был установлен новый) и военный мемориал «Призыв 1914», посвященный американским солдатам шотландского происхождения, сражавшимся в Первой Мировой войне.
У подножия Маунда, рядом с трамвайной остановкой «Принсес-стрит», расположены две из крупнейших художественных галерей Шотландии: Национальная галерея Шотландии и Королевская шотландская академия.
На Принсес-стрит находится Монумент Скотта — изысканный готический памятник Вальтеру Скотту, автору романа «Уэверли, или Шестьдесят лет назад», в честь героя которого получил название одноименный вокзал у восточной оконечности Принсес-стрит-гарденз. С севера от вокзала располагаются отель Балморал и Северный мост, проходящий высоко над улицей и железнодорожными путями. На западной оконечности Принсес-стрит возвышается Каледонский отель, построенный Каледонской железной дорогой для пассажиров, прибывавших на станцию «Принсес-стрит» (эта станция и связанные с ней направления были закрыты в 1960-е годы).
В западной части Принсес-стрит, на пересечении с Лотиан-роуд, стоит епископальная церковь Святого Иоанна с небольшим историческим кладбищем и криптой. К югу от нее, на территории садов, расположена церковь Святого Кутберта, при которой также имеется кладбище, значительно более обширное и старое.

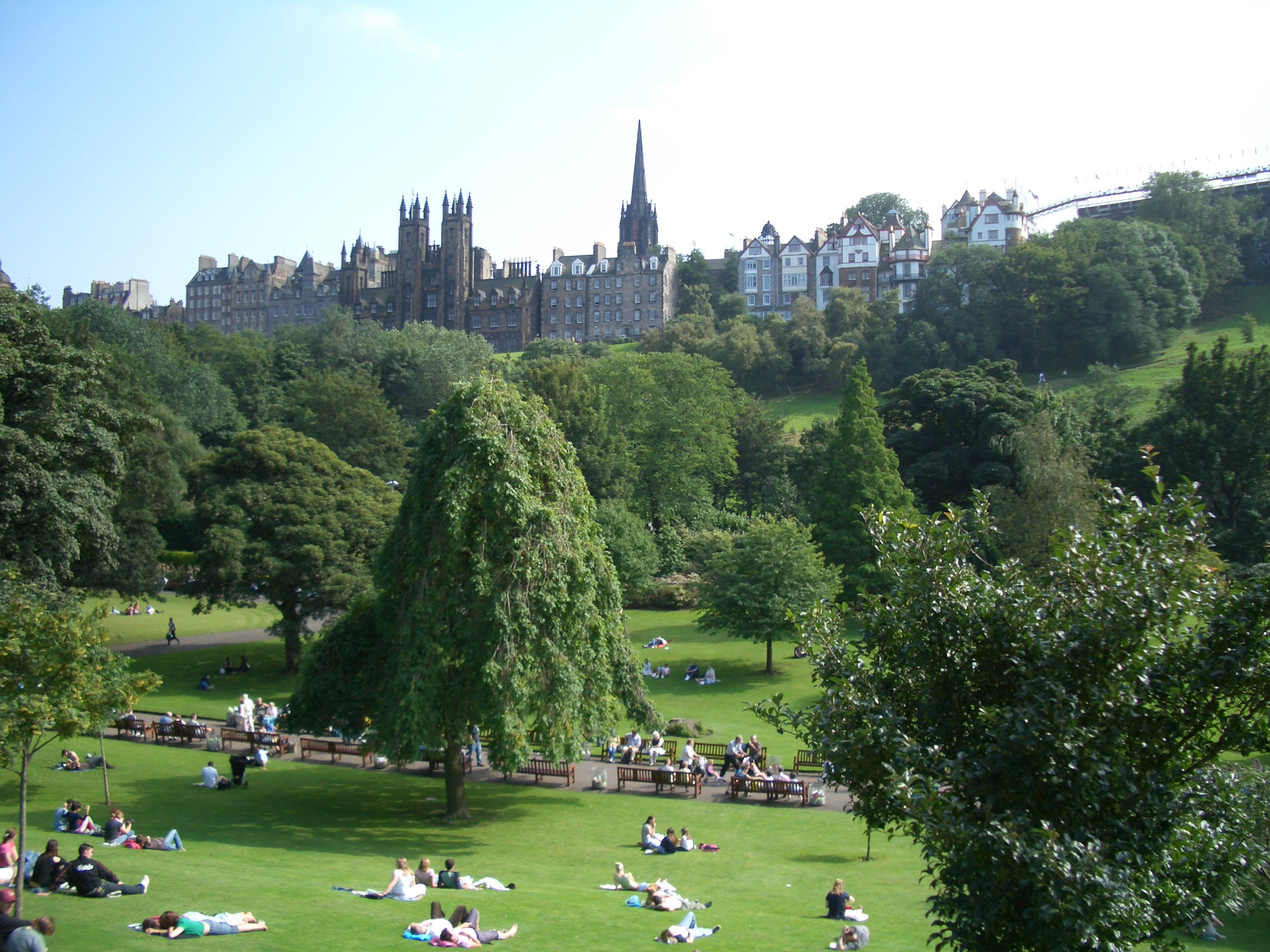
Вид на Старый город из западной части Принсес-стрит-гарденз
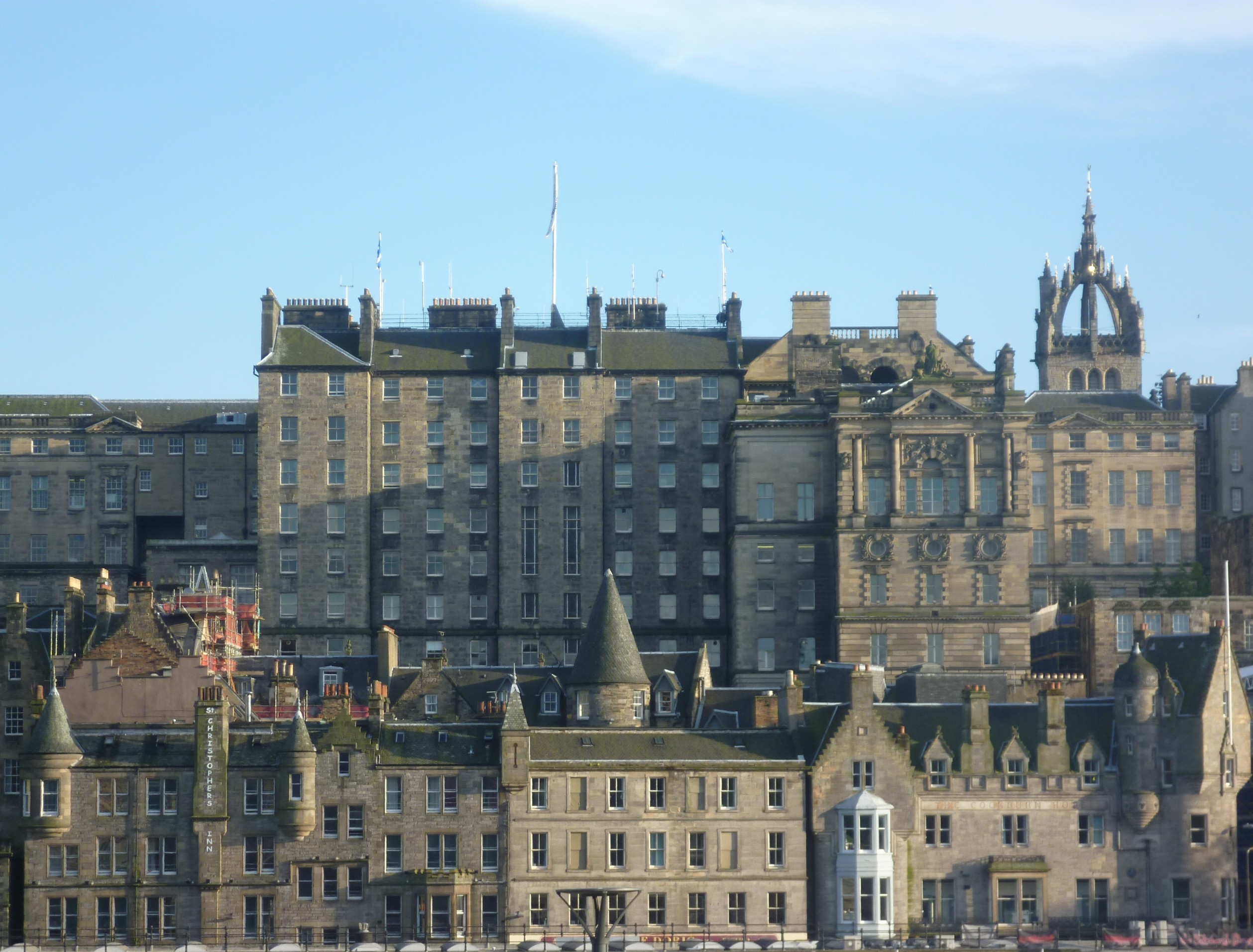
Вид на Хай-стрит с восточной оконечности Принсес-стрит
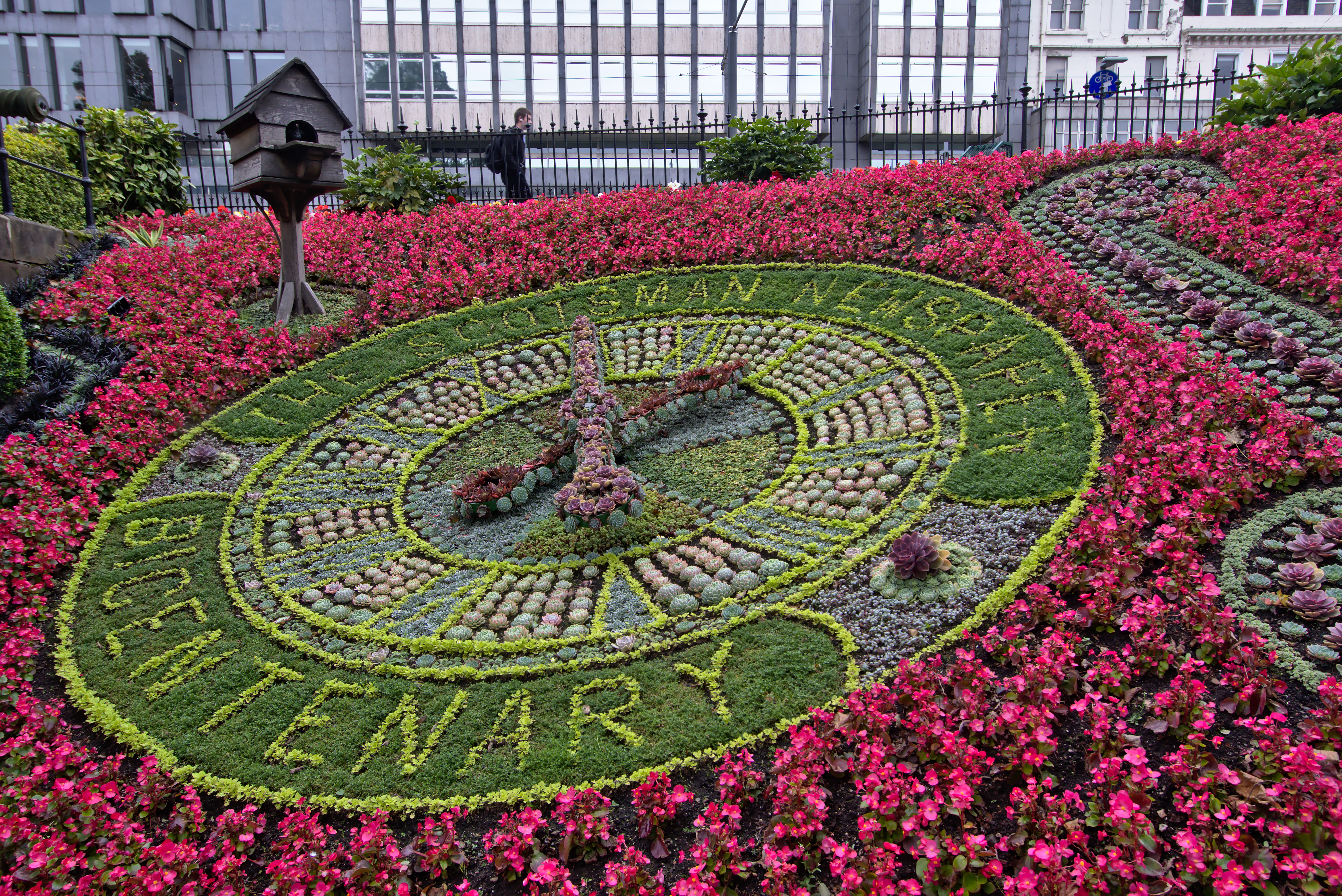
Цветочные часы

## В культуре
- Одна из главных улиц новозеландского города Данидин была названа Принсес-стрит в честь эдинбургской улицы. Название самого города, Dunedin, представляет собой упрощенное гэльское название Эдинбурга, Dùn Èideann, и многие его улицы заимствовали названия у эдинбургских.
- Чарльз Дарвин, учившийся в Эдинбургском университете, дал название «Принсес-стрит» одному из курумников на острове Восточный Фолкленд. Эта «каменная река» длиной около 6 км живо напомнила ему брусчатую мостовую на Принсес-стрит[11].
- В 1970 году композитор Джеймс Хоув (James H. Howe) сочинил марш для военного оркестра под названием «Гордость Принсес-стрит».
- В начальной сцене фильма «На игле» (1996) главный герой, Марк Рентон, бежит по Принсес-стрит, а за ним гонятся охранники магазина.
- В мультипликационном фильме «Иллюзионист» (2010) присутствуют анимационные сцены с образами Принсес-стрит конца 1950-х годов.

## Известные жители
В первые 70 лет своего существования Принсес-стрит была жилой улицей, и имена некоторых ее обитателей вошли в историю:
- № 1 — врач Ричард Пул[англ.]
- № 2 — каретник Джон Кроуэл[англ.]
- № 3 — священник Джон Драйсдейл[англ.]
- № 17 — Александр Коуэн[англ.], филантроп и владелец бумажной фабрики (в этом доме располагался его магазин)
- № 51 — вице-адмирал Джордж Хьюм, 7-й баронет Хьюм из Блэкеддеров[англ.] (ум. 1803); хирург Джеймс Сайм[англ.]
- № 65 — гравер Роберт Скотт[англ.]; историки, юристы и писатели Тайтлеры — отец (Александр Фрэзер[англ.]) и сын (Уильям Фрэзер[англ.])
- № 68 — юрист Генри Эрскин
- № 85 — издатель Джеймс Дональдсон[англ.]; Томас Элдер[англ.], лорд-провост Эдинбурга
- № 87 — священник Томас Рэндолл Дэвидсон[англ.] из поместья Мьюирхаус[англ.]
- № 90 — ювелир Роберт Инчес[англ.]
- № 92 — скульптор Александр Хэндисайд Ричи[англ.]
- № 93 — поэт и художник Чарльз Киркпатрик Шарп[англ.]
- № 95 — хирург Роберт Листон
- № 103 — коллекционер Джеймс Мейдмент[англ.]
- № 113 — художник-портретист Уильям Боннар[англ.]
- № 126 — юрист, историк и кельтолог Уильям Форбс Скин[англ.]